# SC Toulon-Le Las
El SC Toulon-Le Las (conocido como Toulon Le Las) fue un equipo de fútbol de Francia con base en Toulon de la Región de Provenza-Alpes-Costa Azul. 
En el 2016 el equipo se fusionó con el Sporting Toulon Var, formando el nuevo club Sporting Club Toulon.

## Historia
Fue fundado en el año 1965 en la ciudad de Toulon y es el segundo equipo más importante de la ciudad solo por detrás del Sporting Toulon Var, del cual ambas sede están a 12 kilómetros de distancia entre sí.
En la temporada 2006/07 consigue el ascenso al Championnat de France Amateur 2, con lo que por primera vez en su historia abandona las ligas regionales, y para la temporada 2014/15 consigue el ascenso al Championnat de France Amateur por primera vez en su historia.

## Palmarés
- DH Mediterráneo: 1

2009/10

## Jugadores

### Jugadores destacados
- Guillaume Deschamps
- Mamadou N'Diaye
- Michel Gafour
- Jacques Rémy
- Christophe Maraninchi